# Erena Ono
Erena Ono (小野 恵令奈 Ono Erena?), nacida el 26 de noviembre de 1993 en Tokio, es una exmiembro del grupo idol japonés AKB48. Ella estuvo en el Team K y su agencia de talento fue Ohtapro, siendo ahora Warner Music Japan. También fue parte de los subgrupos "Honegumi de AKB48", y "ICE de AKB48". Su apodo es Erepyon.
Erena fue uno de los miembros del equipo de coordinación de K, participaba en la mayoría de las actividades del grupo.
En el concierto de AKB48 en el Gimnasio Nacional Yoyogi un domingo de julio de 2010, el Equipo K anunció que Erena Ono quería graduarse de AKB48 para estudiar actuación en el extranjero.
Erena se graduó de AKB48 el 27 de septiembre de 2010 en una actuación teatral del Equipo K. Su blog fue cerrado poco después, el 4 de noviembre.
Ella abrió un nuevo blog el 27 de julio de 2011 y a principios de octubre de 2011 se cerró de nuevo. El 30 de octubre de 2011 finalmente abrió un blog nuevo y definitivo.
Ono Erena dijo que se iba a estudiar a Londres, pero luego decidió cambiar de opinión y quedarse en Tokio. Dijo que la razón era porque no puede vivir fuera del mundo del espectáculo.
En mayo de 2012 regresa con su sencillo debut como solista llamado "Erepyon" vendió 25.740 copias en su primera semana de lanzamiento, clsaificando el número tres en el gráfico semanal de Orion y que fue utilizado como el tema musical del dorama “Legal High” de Fuji TV que salió al aire el 17 de abril y el 3 de octubre lanzó su segundo sencillo titulado "Erenyan" que vendió 10.980 copias en su primera semana de lanzamiento, clasificando en el número 3 en la lista de singles de Oricon semanal.

## Temas

### Gran Debut
AKB48 lanzó "AITAKATTA" de la discográfica "DefSTAR Records". En esta canción, 20 miembros son elegidos de los 36 miembros del Equipo A y  el Equipo K. Erena es uno de los miembros seleccionados.
Apareció en el Kohaku Utagassen Anual 58a.

## Discografía solista

### Singles
- "Erepyon" (13 de junio de 2012)
- "Erenyan" (3 de octubre de 2012)

## Apariciones

### Etapas
- "Classmate" (「クラスメイト」?) (Equipo K 1.ª Etapa)
- "Ame no Doubutsuen" (「雨の動物園」?) (Equipo K 2.ª Etapa)
- "Honehone Waltz" (「ほねほねワルツ」?) (Equipo K 3.ª Etapa)
- "Idol nante Yobanaide" (「アイドルなんて呼ばないで」?) (Himawari-gumi 1.ª Etapa)
- "Tonari no Banana" (「となりのバナナ」?) (Himawari-gumi 2.ª Etapa)

## Filmografía

### Películas
- Densen Uta (「伝染歌」?) (2007)
- Higurashi no Naku Koro ni (「ひぐらしのなく頃に」?) (2008) como Satoko Hōjō (北条沙都子)[1]
- Sankaku (さんかく?) (2010)

### OVA
- ICE (2007) como Yuki (única voz)